# Macrothemis pleurosticta
Macrothemis pleurosticta – gatunek ważki z rodziny ważkowatych (Libellulidae). Występuje na terenie Ameryki Południowej.